# جازمين سيبولفيدا
جازمين سيبولفيدا (بالإنجليزية: Jazmine Sepúlveda) مواليد 10 أبريل 1985 في بروكلين، نيويورك، هي لاعبة كرة سلة بورتوريكية. بدأت مسيرتها الاحترافية في سنة 2009. وتحمل الرقم 6. يبلغ طولها 5 قدم 10 بوصة (1.8 م). حققت المركز الأول في دورة الألعاب الأمريكية 2011.

## الميداليات
| الميدالية | المسابقة                    |
| --------- | --------------------------- |
| ذهبية     | دورة الألعاب الأمريكية 2011 |

## روابط خارجية
- جازمين سيبولفيدا على موقع الاتحاد الدولي لكرة السلة (الإنجليزية)
- جازمين سيبولفيدا على موقع كرة السلة الأوروبية.كوم (الإنجليزية)
- جازمين سيبولفيدا على موقع كلية كرة السلة في سبورتس رفرنس.كوم (الإنجليزية)